# Công nghiệp âm nhạc

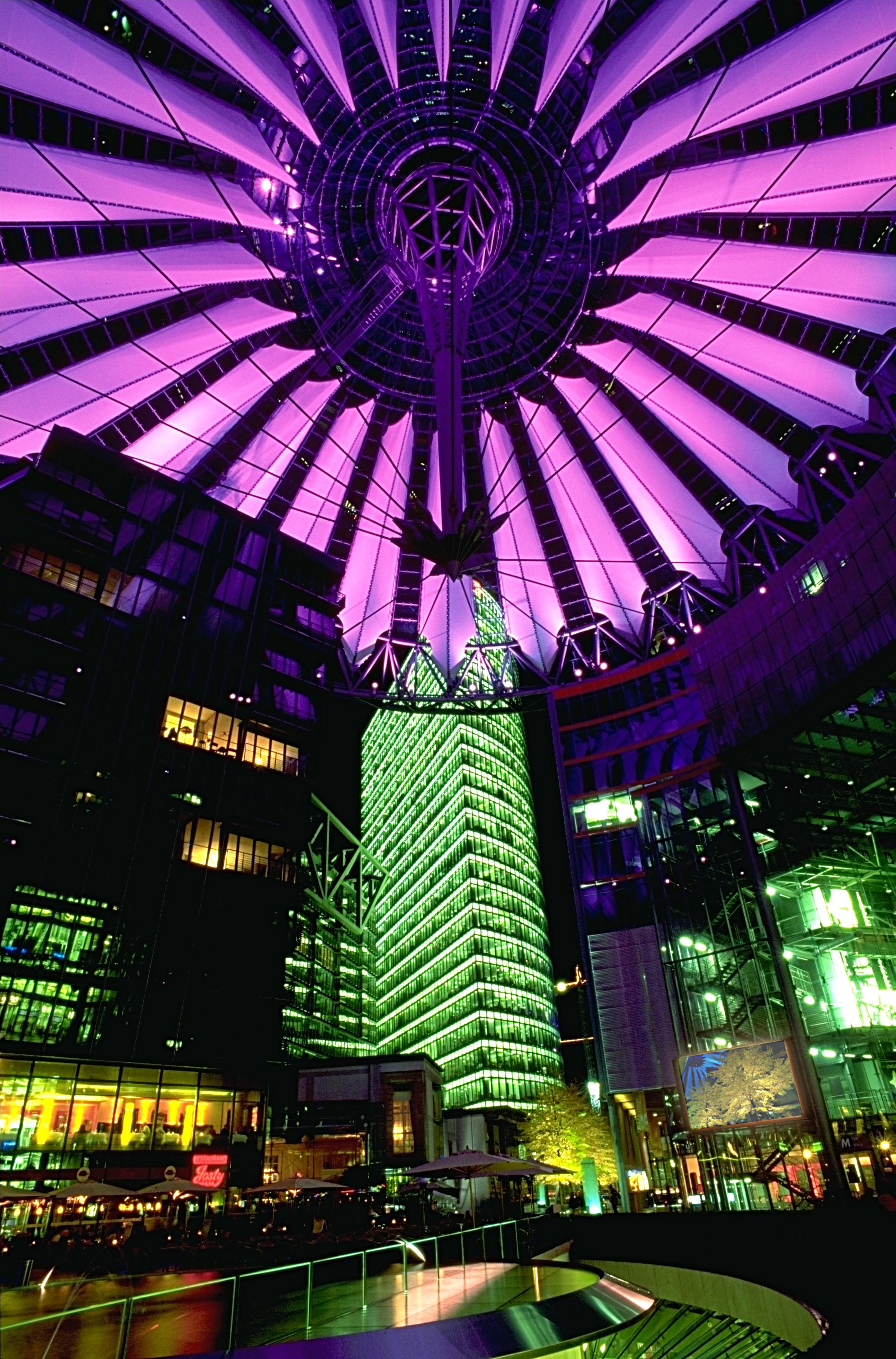
Khu phức hợp Sony Center nằm tại Quảng trường Potsdam ở thành phố Berlin (nước Đức)

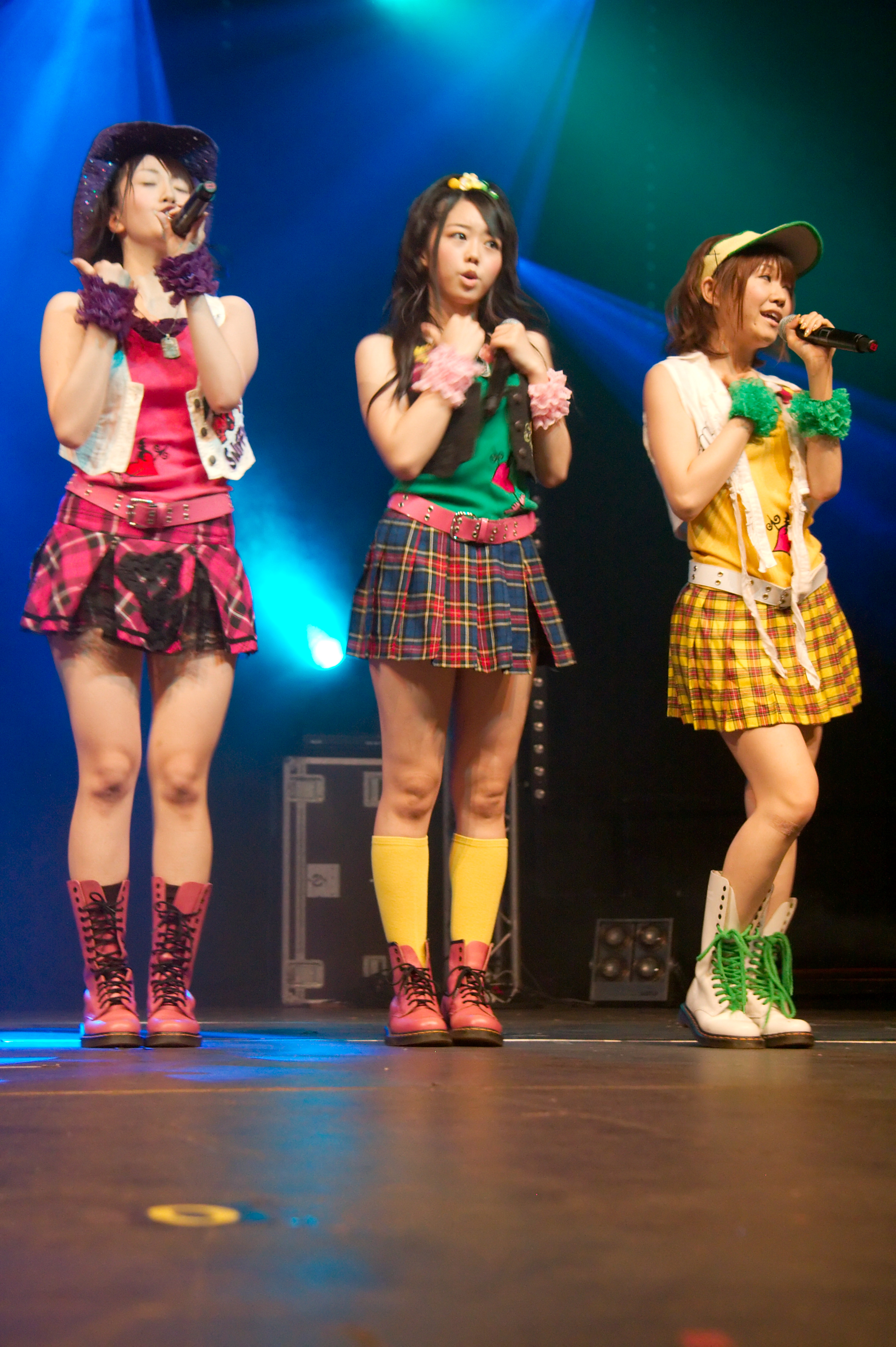
Nhóm nhạc thần tượng Nhật Bản AKB48 đang chiêu đãi khán giả bằng màn biểu diễn trên sân khấu ở Paris, nước Pháp năm 2009

Ngành công nghiệp âm nhạc bao gồm các cá nhân và đơn vị tham gia kiếm tiền từ việc tạo ra các bài hát và bản nhạc mới cũng như bán vé từ các buổi hòa nhạc trực tiếp, kinh doanh từ việc thu âm và ghi hình, từ các sáng tác, các tờ nhạc bướm, và còn bao gồm cả những tổ chức - đoàn thể hỗ trợ và đại diện cho người sáng tác âm nhạc. Các cá nhân và tổ chức tham gia hoạt động trong ngành công nghiệp này gồm có: người viết bài hát và người soạn nhạc đảm nhiệm việc sáng tác các bài hát và bản nhạc mới; các ca sĩ, nhạc sĩ, nhạc trưởng và trưởng nhóm nhạc chuyên biểu diễn âm nhạc; các công ty và chuyên gia đảm nhiệm việc tạo ra và bán các bản thu âm (bản thu) và/hoặc các tờ nhạc bướm (VD: các nhà phát hành âm nhạc, nhà sản xuất, phòng thu, kỹ sư âm thanh, hãng thu âm, nhà bán lẻ và các cửa hàng âm nhạc trực tuyến, các tổ chức tác quyền biểu diễn); cũng như đội ngũ hỗ trợ trong việc tổ chức và trình làng các màn biểu diễn nhạc sống (kỹ sư âm thanh, người đại diện tài năng, người lăng xê, địa điểm âm nhạc, đội ngũ lưu diễn).
Những năm đầu thập niên 2000, ngành công nghiệp âm nhạc phải chịu đựng sự thay đổi mạnh mẽ, quyết liệt với sự ra đời của hệ thống phân phối nhạc số đang lan rộng thông qua mạng Internet (bao gồm cả việc chia sẻ tập tin bài hát một cách bất hợp pháp lẫn việc mua nhạc hợp pháp trên các cửa hàng âm nhạc trực tuyến). Chỉ báo dễ nhận thấy về sự thay đổi này là ở tổng doanh thu bán nhạc: kể từ năm 2000, về căn bản, doanh thu các bản nhạc thu âm (bản thu) đã và đang rớt xuống trong khi tầm quan trọng của âm nhạc trực tiếp (nhạc sống) lại tăng lên.

## Theo khu vực
- Công nghiệp âm nhạc Đông Á
- Công nghiệp âm nhạc Bắc Âu
- Công nghiệp âm nhạc Anh Quốc